# Thomas Malory
Thomas Malory (ur. ok. 1405, zm. 14 marca 1471 w więzieniu Newgate) – angielski pisarz, autor romansu rycerskiego Śmierć Artura (Le Morte d’Arthur), stanowiącego kompilację legend o królu Arturze i uważanego za jedno z najwybitniejszych dzieł angielskiej literatury średniowiecznej.
Nazwisko Malory’ego pochodzi z języka francuskiego, starofrancuskie maleüré oznacza "nieszczęśnika". Istnieją różne wersje jego pisowni, np. Maillorie i Maleore.
Malory w swojej pracy inspirował się zarówno źródłami francuskimi (tzw. Cyklem Wulgaty), jak i angielskimi (m.in. poematem Morte Arthure).
Niewiele jest na temat życiorysu Malory’ego informacji. Prawdopodobnie pochodził z Newbold Revel w Warwickshire. Wiadomo na pewno, że był rycerzem i więźniem, a odautorski opis siebie samego zawarty w kolofonie Śmierci Artura może sugerować, że był również księdzem. Uważa się, że został pasowany na rycerza w 1442 roku, co umożliwiło mu wejście w skład angielskiego parlamentu, jako przedstawiciela Warwickshire w 1445 roku. Prawdopodobnie w 1450 roku zszedł na drogę zbrodni, był oskarżony m.in. o gwałt, morderstwo i kradzieże. Prawdopodobnie był więziony w londyńskim Newgate w latach pięćdziesiątych XV wieku i tam właśnie rozpoczął spisywanie legend o królu Arturze i rycerzach okrągłego stołu, nadając im pierwotnie tytuł The Book of King Arthur and His Noble Knights of the Round Table. W czasie Wojny Dwóch Róż był prawdopodobnie stronnikiem Lancasterów. Jego dzieło zostało opublikowane przez Williama Caxtona pod tytułem Le Morte d’Arthur w 1485 roku. Malory napisał, iż skończył utwór w dziewiątym roku panowania króla Edwarda IV, czyli około roku 1470.